# ロドリゴ・シウバ・デ・ゴエス
ロドリゴ・シウバ・デ・ゴエス（Rodrygo Silva de Goes, 2001年1月9日 - ）は、ブラジル・サンパウロ州オザスコ出身のサッカー選手。レアル・マドリード所属。ブラジル代表。ポジションはFW。
ブラジルポルトガル語での発音は「ホドリゴ・シウヴァ・ジ・ゴイス」が近い。

## クラブ経歴

### サントスFC
2001年にサンパウロ郊外のオザスコで誕生した。父親のエリッキもCAリネンセなどでプレーしたプロサッカー選手（2018年に現役引退）で幼少期から父親から手ほどきを受けて育つ。地元のアマチュアクラブを経て、8歳でサンパウロFCのフットサルチームに参加、10歳であった2011年にアイドルであるネイマールが所属していたサントスFCからスカウトを受けて入団した。

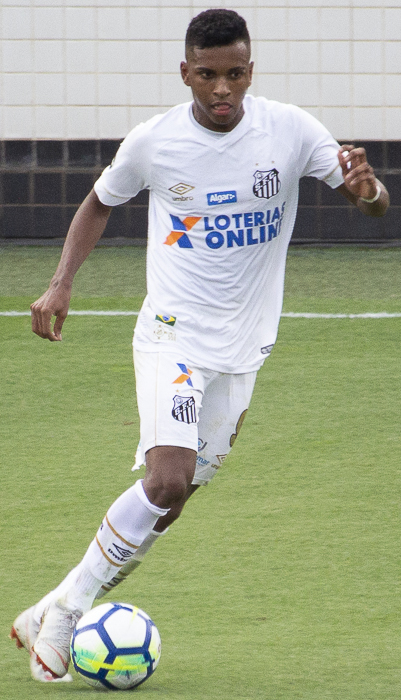
サントス時代のロドリゴ（2018年）

サントス入団後はネイマールのプレーを徹底的に研究し、そのプレースタイルから”NEWネイマール”と呼ばれるまでになり、2017年のU-17サンパウロ選手権では22試合で24ゴールを挙げる大活躍を見せ、2017年7月21日に5年間のプロ契約を結び、トップチーム昇格した。同年11月4日、アトレチコ・ミネイロ戦でネイマールより3ヵ月早い16歳6ヵ月でトップチームデビューを果たした。2018年3月のコパ・リベルタドーレスのナシオナル戦で初ゴールを挙げ、これは大会におけるブラジル人選手の最年少得点記録となった（17歳2ヶ月）。

### レアル・マドリード
欧州の複数の強豪クラブが獲得に動いていたが、最終的にレアル・マドリードとFCバルセロナの一騎打ちの末、2018年6月15日、レアル・マドリードに移籍することが発表された。契約期間は6年間で移籍金は4500万ユーロ。2019年6月18日に正式に契約を締結し、エスタディオ・サンティアゴ・ベルナベウで入団会見が行われた。ロドリゴは基本的にトップチームに参加するがレアル・マドリード・カスティージャでの選手登録となった。
2019年9月25日、ラ・リーガ第6節のオサスナ戦でベンチ入りしたロドリゴは、1-0とリードしていた後半26分にヴィニシウス・ジュニオールに代わって途中出場、リーグ戦デビューを果たし、僅か1分後にはラ・リーガ初得点となるゴールを挙げ勝利に貢献した。11月6日のUEFAチャンピオンズリーグのガラタサライSK戦では開始4分で先制点を挙げると、3得点1アシストの活躍を見せた。なお、同試合での得点はブラジル人におけるチャンピオンズリーグ最年少ゴール記録となったほか、開始7分での2得点はチャンピオンズリーグ最速記録となり、更にラウル・ゴンサレスに次ぐチャンピオンズリーグ史上2番目の最年少ハットトリック記録選手となった。尚、この試合同サイドでマッチアップした、日本代表DF長友佑都は「18歳でこんなに頭を使ったプレーができるのは凄いと思った」と後に語っている。
しかし、ガレス・ベイルやルーカス・バスケスらの復帰で右ウイングの選択肢が広がったこともあり徐々に出場機会は減少している。ベンチメンバーにも選ばれない日々が続き、2020年2月23日にはカスティージャの選手としてセグンダ・ディビシオンBでプレーした。
2022年5月4日、欧州CL・準決勝2ndレグのマンチェスター・シティFC戦では逆転勝利に導く2得点を決める活躍を見せた。

## 代表経歴
2017年3月30日、U-17 ブラジル代表としてモンテギュー国際大会に参加した。
2018年3月7日、U-20ブラジル代表にクラブでのチームメイトであるユーリ・アウベルトと共に招集された。
2019年11月16日、アルゼンチン代表との親善試合にて、後半26分にウィリアンとの交代でフル代表デビューした。
2022年11月7日、W杯カタール大会に向けたメンバーの1人に選ばれた。準々決勝のクロアチア戦のPK戦で1人目のキッカーを務めたが、これをドミニク・リヴァコヴィッチにセーブされ、またマルキーニョスも失敗したことからチームは敗退した、しかしブラジルをベスト8に導いた。

## 個人成績

### クラブ
2023-24シーズン終了時点
| クラブ              | シーズン     | リーグ       | リーグ戦 | リーグ戦 | カップ戦 | カップ戦 | 国際大会 | 国際大会 | その他 | その他 | 合計 | 合計 |
| クラブ              | シーズン     | リーグ       | 出場     | 得点     | 出場     | 得点     | 出場     | 得点     | 出場   | 得点   | 出場 | 得点 |
| ------------------- | ------------ | ------------ | -------- | -------- | -------- | -------- | -------- | -------- | ------ | ------ | ---- | ---- |
| サントス            | 2017         | セリエA      | 2        | 0        | -        | -        | -        | -        | 0      | 0      | 2    | 0    |
| サントス            | 2018         | セリエA      | 35       | 8        | 3        | 0        | 8        | 1        | 12     | 3      | 58   | 12   |
| サントス            | 2019         | セリエA      | 4        | 1        | 6        | 3        | 0        | 0        | 10     | 1      | 20   | 5    |
| サントス            | 通算         | 通算         | 41       | 9        | 9        | 3        | 8        | 1        | 22     | 4      | 80   | 17   |
| レアル・マドリードB | 2019-20      | セグンダB    | 3        | 2        | -        | -        | -        | -        | -      | -      | 3    | 2    |
| レアル・マドリード  | 2019-20      | プリメーラ   | 19       | 2        | 1        | 1        | 5        | 4        | 1      | 0      | 26   | 7    |
| レアル・マドリード  | 2020-21      | プリメーラ   | 22       | 1        | 0        | 0        | 11       | 1        | 0      | 0      | 33   | 2    |
| レアル・マドリード  | 2021-22      | プリメーラ   | 33       | 4        | 3        | 0        | 11       | 5        | 2      | 0      | 49   | 9    |
| レアル・マドリード  | 2022-23      | プリメーラ   | 34       | 9        | 6        | 4        | 12       | 5        | 5      | 1      | 57   | 19   |
| レアル・マドリード  | 2023-24      | プリメーラ   | 34       | 10       | 2        | 1        | 13       | 5        | 2      | 1      | 51   | 17   |
| レアル・マドリード  | 2024-25      | プリメーラ   | 30       | 6        | 7        | 2        | 15       | 5        | 1      | 1      | 54   | 14   |
| レアル・マドリード  | 通算         | 通算         | 172      | 32       | 19       | 8        | 67       | 25       | 11     | 3      | 270  | 68   |
| キャリア通算        | キャリア通算 | キャリア通算 | 213      | 41       | 28       | 11       | 75       | 26       | 33     | 7      | 350  | 87   |

### 代表
出場大会
- U-20ブラジル代表

2019年 - 2019 南米ユース選手権（決勝ラウンド敗退）
- ブラジル代表

2022年 - 2022 FIFAワールドカップ（ベスト8）
試合数
2024年7月16日現在
- 国際Aマッチ 27試合 6得点（2019年- ）[20]

| ブラジル代表 | 国際Aマッチ | 国際Aマッチ |
| 年           | 出場        | 得点        |
| ------------ | ----------- | ----------- |
| 2019         | 2           | 0           |
| 2020         | 1           | 0           |
| 2022         | 9           | 1           |
| 2023         | 8           | 3           |
| 2024         | 11          | 3           |
| 通算         | 34          | 7           |

得点
| # | 開催日        | 開催地                                             | 対戦国         | スコア | 結果 | 大会                          |  |
| - | ------------- | -------------------------------------------------- | -------------- | ------ | ---- | ----------------------------- |  |
| 1 | 2022年2月1日  | ベロオリゾンテ、ミネイロン                         | パラグアイ     | 4-0    | 4-0  | 2022 FIFAワールドカップ・予選 |  |
| 2 | 2023年6月17日 | バルセロナ、RCDEスタジアム                         | ギニア         | 2-0    | 4-1  | 親善試合                      |  |
| 3 | 2023年9月8日  | エスタジオ・マンゲイラン                           | ボリビア       | 1-0    | 5-1  | 2026 FIFAワールドカップ・予選 |  |
| 4 | 2023年9月8日  | エスタジオ・マンゲイラン                           | ボリビア       | 3-0    | 5-1  | 2026 FIFAワールドカップ・予選 |  |
| 5 | 2024年3月26日 | マドリード、エスタディオ・サンティアゴ・ベルナベウ | スペイン       | 1-2    | 3-3  | 親善試合                      |  |
| 6 | 2024年6月13日 | オーランド、キャンピング・ワールド・スタジアム     | アメリカ合衆国 | 0-1    | 1-1  | 親善試合                      |  |
| 7 | 2024年9月7日  | クリチバ、エスタジオ・コウト・ペレイラ             | エクアドル     | 1-0    | 1-0  | 2026 FIFAワールドカップ・予選 |  |

## タイトル

### クラブ
レアル・マドリード
- プリメーラ・ディビシオン：3回（2019-20, 2021-22, 2023-24）
- コパ・デル・レイ：1回（2022-23）
- スーペルコパ・デ・エスパーニャ：3回（2019-20, 2021-22, 2023-24）
- UEFAチャンピオンズリーグ：2回（2021-22, 2023-24）
- UEFAスーパーカップ：2回（2022, 2024）
- FIFAクラブワールドカップ：1回（2022）

### 個人
- カンピオナート・パウリスタ 最優秀若手選手賞：2018